# جواو كوتيليرو
جواو كوتيليرو (بالبرتغالية: João Cutileiro‏) نحات برتغالي. يعد جواو أحد أهم المشاهير في جميع أنحاء العالم لأعماله التي تصور جذوع النساء في الرخام.
ولد كوتيليرو في لشبونة عاصمة البرتغال 26 يونيو 1937م، قام كوتيليرو بصانع وإنتاج عدة قطع من التماثيل العامة الحديثة، كونها الأكثر شهرة، وتم تدشين تمثاله لسيباستيان البرتغالي في حفل أقيم في عام 1973 في لاغوس. يمثل هذا العمل نهاية النحت التاريخي الأكاديمي لإستادو نوفو، وبداية حقبة جديدة من المعاصرة في النحت العام البرتغالي.